# مارخوار

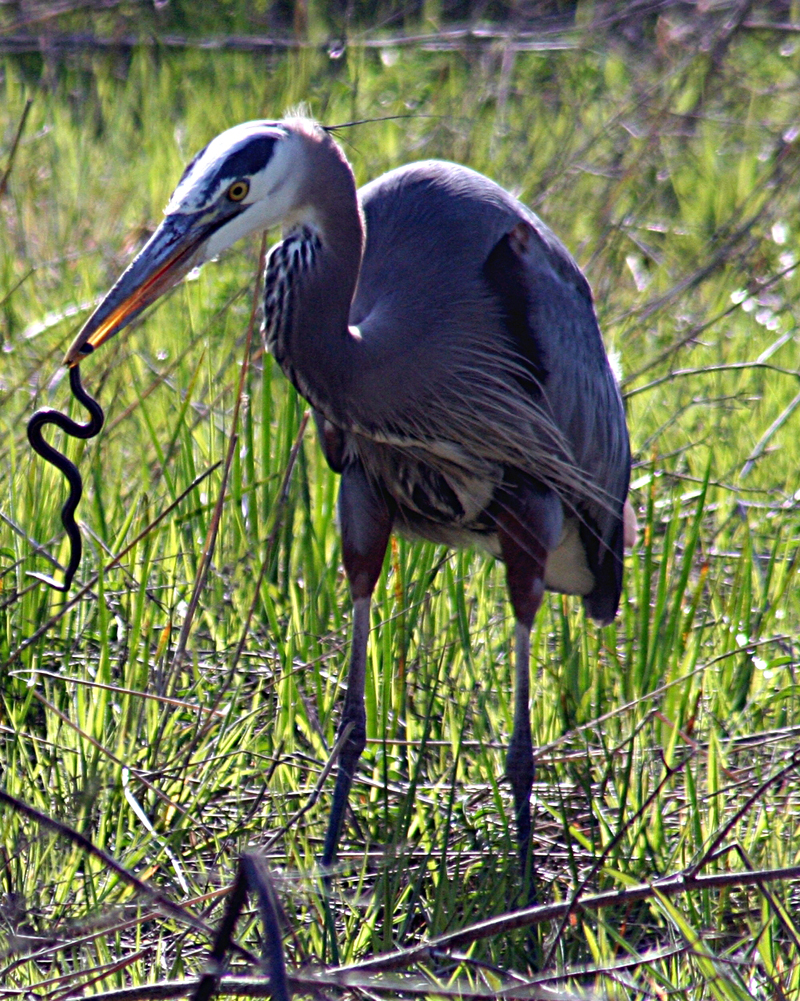
حواصیل آبی بزرگ با یک مار

مارخواری (به لاتین: Ophiophagy) (در یونانی به معنی "مار خوردن")، شکل تخصصی تغذیه یا رفتار غذایی جانورانی است که مارها را شکار و می‌خورند. پستانداران مارخوار (مانند اسکانک‌ها و خدنگ‌ها)، پرندگان (مانند عقاب مارخور، مرغ دبیر و برخی بازها)، مارمولک‌ها (مانند مارمولک یقه‌دار معمولی)، و حتی مارهای دیگری مانند مار آمریکای مرکزی و جنوبی وجود دارند. موسورانای آمریکایی و شاه‌مار معمولی آمریکای شمالی. نام سردهٔ شا کبرای سمی (Ophiophagus hannah) به دلیل این عادت نام‌گذاری شده‌است.

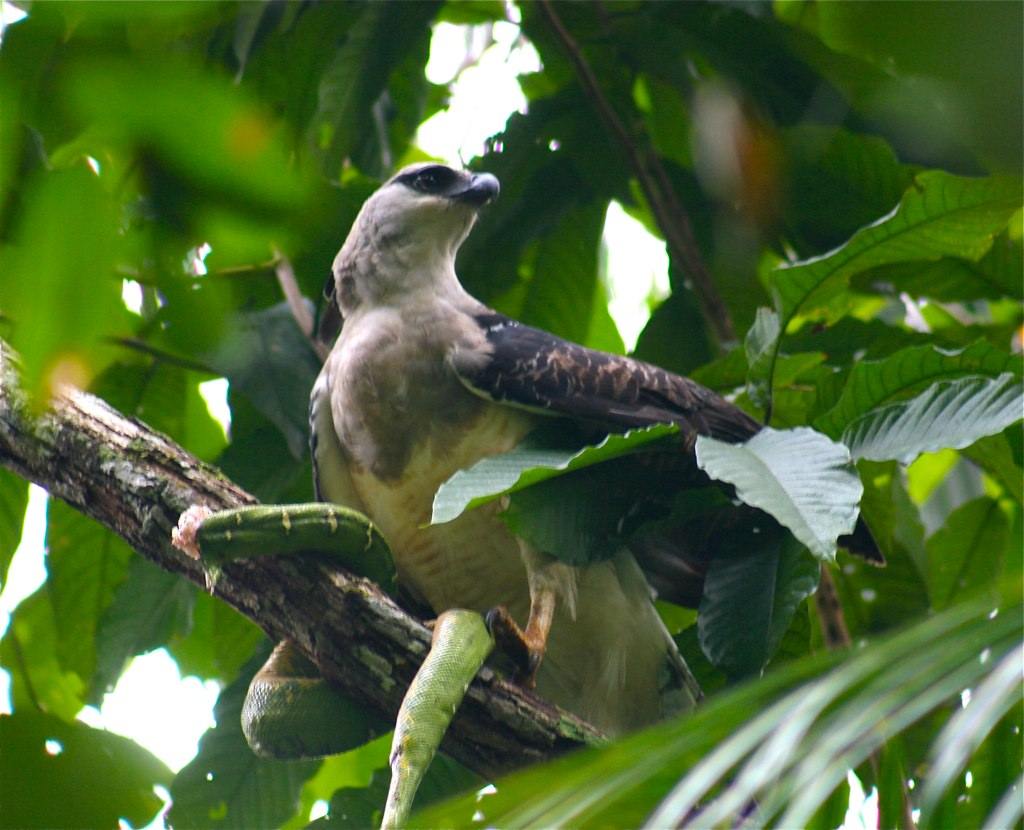
عقاب کاکلی با شکار بوآی درختی زمردی

نشان نظامی مکزیک